# Карен Лорд
Карен Лорд (англ. Karen Lord; нар. 22 травня 1968) — барбадоська письменниця-фантастка. Її дебютний роман, «Спокутування в індіго» (2010), переказує історію «Ненажера Ансіге Карамба» із сенегальського фольклору, другий роман — «Найкращий з усіх можливих світів» (2013), є прикладом соціальної наукової фантастики. Лорд також публікує книги у галузі соціології релігії.

## Біографія
Карен Лорд народилася на Барбадосі. Відвідувала Квінс-коледж у Бриджтауні, здобула вчений ступінь Торонтського університету і ступінь кандидатки філософських наук у галузі соціології релігії від Бангорського університету (отримання відбулося у 2008 році, у перший рік його незалежності від Валійського університету).
Роман «Спокутування в індіго» був вперше опублікований у 2010 році видавництвом «Small Beer Press», та перевиданий у 2012 році видавництвом «Quercus» під їхнім імпринтом «Jo Fletcher Books» для наукової фантастики, фентезі та творів з елементами фантастики жахів. Газета The New York Times написала, що це — «розумне, бурхливе поєднання карибських і сенегальських впливів, що врівноважує буйно забавні поєднання ... серйозна драма»,  Карибський огляд книг прокоментував книгу як «дуже бадьору від початку до кінця, з яскравими описами, пам'ятними героями і лиходіями, жвавими кроками», і була підсумована Буклістом як «одна з тих літературних робіт, де не можна змінювати ні слова».
«Найкращий з усіх можливих світів» вийшов друком видавництвами «Jo Fletcher Books/Quercus» та «Del Rey Books/Random House» у 2013 році. Один з критиків назвав її «замислуватим та емоційним романом ... однією з найприємніших книг, яку він прочитав за останній час» в той час як Нало Гопкінсон написала у Los Angeles Review of Books: «„Найкращий з усіх можливих світів“ нагадав мені Джуно Діаза з чудового роману „Коротке прекрасне життя Оскара Вао“. Не стилістично: в той час як Оскар Вао — це експериментальний збірний образ, подається в яскраво вираженому Домінікано і в голосі у вашому обличчі, „Найкращий з усіх можливих світів“ — це красивий формоутворювач.»
«Галактична гра», яка вийшла 6 січня 2015 року від «Del Rey Books/Random House», описується у ранніх відгуках як «задовольняюча вправа в небалансуванні, вісцеральний урок в тому, як впасти вперед і зловити себе в дивовижному новому місці». Publishers Weekly відносять її до «тонкого, церебрального роману», The Guardian пише, що «роман — це неквапливе дослідження декількох суспільств, силових і расових відносин, в яких дискурсивні сюжетні лінії обманюють, перш ніж приєднатися до задоволення.»

## Нагороди
«Спокутування в індіго» отримала Нагороду Літературного Фонду Френка Коллімора за найкращий неопублікований рукопис за 2008 рік, премію товариства Карла Брендона 2010 року, Меморіальну премію Вільяма Кроуфорда 2011 року , Міфопоетичну премію 2011 року, а також Золоту премію Кітчес за найкращий дебютний роман у 2012 році.